# Paranerita complicata
Paranerita complicata är en fjärilsart som beskrevs av William Schaus 1905. Paranerita complicata ingår i släktet Paranerita och familjen björnspinnare. Inga underarter finns listade i Catalogue of Life.